# Plurella melanesiae
Plurella melanesiae is een zakpijpensoort uit de familie van de Plurellidae. De wetenschappelijke naam van de soort is voor het eerst geldig gepubliceerd in 2000 door Monniot & Monniot.